# Павловка (Серышевский район)
В Амурской области в Белогорском районе тоже есть село Павловка.
Па́вловка — село в Серышевском районе Амурской области, Россия. Входит в Лермонтовский сельсовет.

## География
Село Павловка расположено к северу от пос. Серышево.
Павловка — спутник административного центра Лермонтовского сельсовета села Лермонтово, расположено в 2 км севернее.
Расстояние до районного центра пос. Серышево (через Лермонтово, Ближний Сахалин и Украинку) — 52 км.
На север от села Павловка идёт дорога к селу Бирма.

## Население
| 2002 | 2010 | 2012 | 2013 | 2014 | 2015 | 2016 |
| ---- | ---- | ---- | ---- | ---- | ---- | ---- |
| 135  | ↘76  | ↗77  | ↗78  | ↘68  | ↗71  | ↘69  |
| 2017 | 2018 |      |      |      |      |      |
| ↘66  | ↘65  |      |      |      |      |      |

## Инфраструктура
Сельскохозяйственные предприятия Серышевского района.